# قصر أبا صبان
قصر أبا صبان يقع في شمال غرب قرية أبا صبان الواقعة جنوب غرب مدينة حائل على بعد حوالي 250 كم.

## بناء القصر
يتميز القصر بشكله المستطيل، وتصل أبعاده حوالي 38x56م- وأنه مبني من الحجر. ويتكون القصر من قسمين شرقي وغربي.
وبالنسبة للقسم الشرقي فهو الأكبر، ويحوي جداره الجنوبي المدخل الذي يؤدي إلى فناء مستطيل الشكل أبعاده حوالي 34x37م تقريبًا، وتحيط به ثلاث صفوف من الغرف قوامها سبعة غرف في كل من الجهتين الغربية والشرقية، وست غرف في الجهة الشمالية، وتفتح جميعها على الفناء.
وأما القسم الغربي، فيحوي جداره الشمالي المدخل الذي يؤدي إلى فناء مستطيل الشكل أبعاده 34x8م تقريبًا، ويحيط به صفين من الغرف، ثلاث غرف في الجهة الجنوبية، وسبع غرف في الجهة الغربية.